# Schiau, Argeș
Schiau este un sat în comuna Bascov din județul Argeș, Muntenia, România. Se află în partea central-vestică a județului, în culoarul Argeșului. La recensământul din 2011 avea o populație de 838 de locuitori.